# The Day Reagan Was Shot
The Day Reagan Was Shot (englisch für: Der Tag, an dem auf Reagan geschossen wurde) ist ein amerikanisches Filmdrama mit Richard Dreyfuss, das das Attentat auf Ronald Reagan vom 30. März 1981 zum Thema hat. Regisseur und Drehbuchautor des Fernsehfilms aus dem Jahr 2001 war Cyrus Nowrasteh.
Erstausstrahlung des Films war am 9. Dezember 2001. Im Handel war der Film ab dem 29. Oktober 2002 erhältlich.

## Handlung
Der Film beginnt mit der Amtseinführung von US-Präsident Ronald Reagan und einem kleinen Abriss über den Beginn seiner Präsidentschaft. Danach beginnt der Film mit einer Lagebesprechung im Oval Office über den Konflikt mit der Sowjetunion. Wenig später schaltet der Film bereits zum späteren Attentäter John Hinckley, Jr. und zeigt ihm beim Schreiben des Drohbriefs und den Vorbereitungen zum Attentat. Nach einer Viertelstunde Spielzeit gelangt der Film schließlich zur Attentatsszene vor dem Park Central Hotel. Danach wird die Einlieferung und Behandlung des Präsidenten im George Washington University Hospitals bis hin zur Operation gezeigt.
Nach einer halben Stunde verlagert sich der Schwerpunkt des Filmes in den Situation Room im Weißen Haus, wo die Arbeit der Regierung ohne Präsident Reagan mit dem entsprechenden Chaos zum neuen Schwerpunkt des Films wird: Die Verantwortlichkeiten in dieser Situation sind nicht ganz klar und es wird auch um die Inkraftsetzung des 25. Zusatzartikel zur Verfassung der Vereinigten Staaten gestritten. Ebenfalls hat der Verteidigungsminister das Militär in höhere Alarmbereitschaft versetzt. Als dann noch ein Militärschlag der Sowjetunion vermutet wird, wird das Chaos noch größer. Ebenfalls verläuft die Kommunikation gegenüber der Presse unkoordiniert. Diese wird widersprüchlich über die aktuelle Situation im Weißen Haus informiert und will ihrerseits mehr über den Zustand des US-Präsidenten wissen.
Der Film endet kurz vor der Entlassung von Ronald Reagan aus dem Spital.

## Kritiken
Ryan Cracknell schrieb im Apollo Guide, der Film sei „langweilend“ und „übertrieben“. Er sei eine „unbeabsichtigte Parodie“. John Hinckley sei nach dem Anschlag nicht mehr gezeigt; seine Psyche bleibe ein „Geheimnis“. Cracknell kritisierte stark die Darstellungen von Holland Taylor und Richard Crenna.

## Auszeichnungen
Richard Dreyfuss und der Film als Bester Fernsehfilm gewannen im Jahr 2002 den Golden Satellite Award. Richard Dreyfuss wurde 2002 für den Screen Actors Guild Award nominiert. Cyrus Nowrasteh gewann 2002 für das Drehbuch den PEN Center USA West Literary Award. Paul Seydor gewann 2002 den Eddie Award der American Cinema Editors.

## Hintergrund
Der Film wurde in Toronto gedreht.